# Renault Koleos
Renault Koleos – samochód osobowy typu SUV klasy kompaktowej, a następnie klasy średniej produkowany pod francuską marką Renault od 2007 roku. Od 2024 roku produkowana jest trzecia generacja modelu.

## Pierwsza generacja

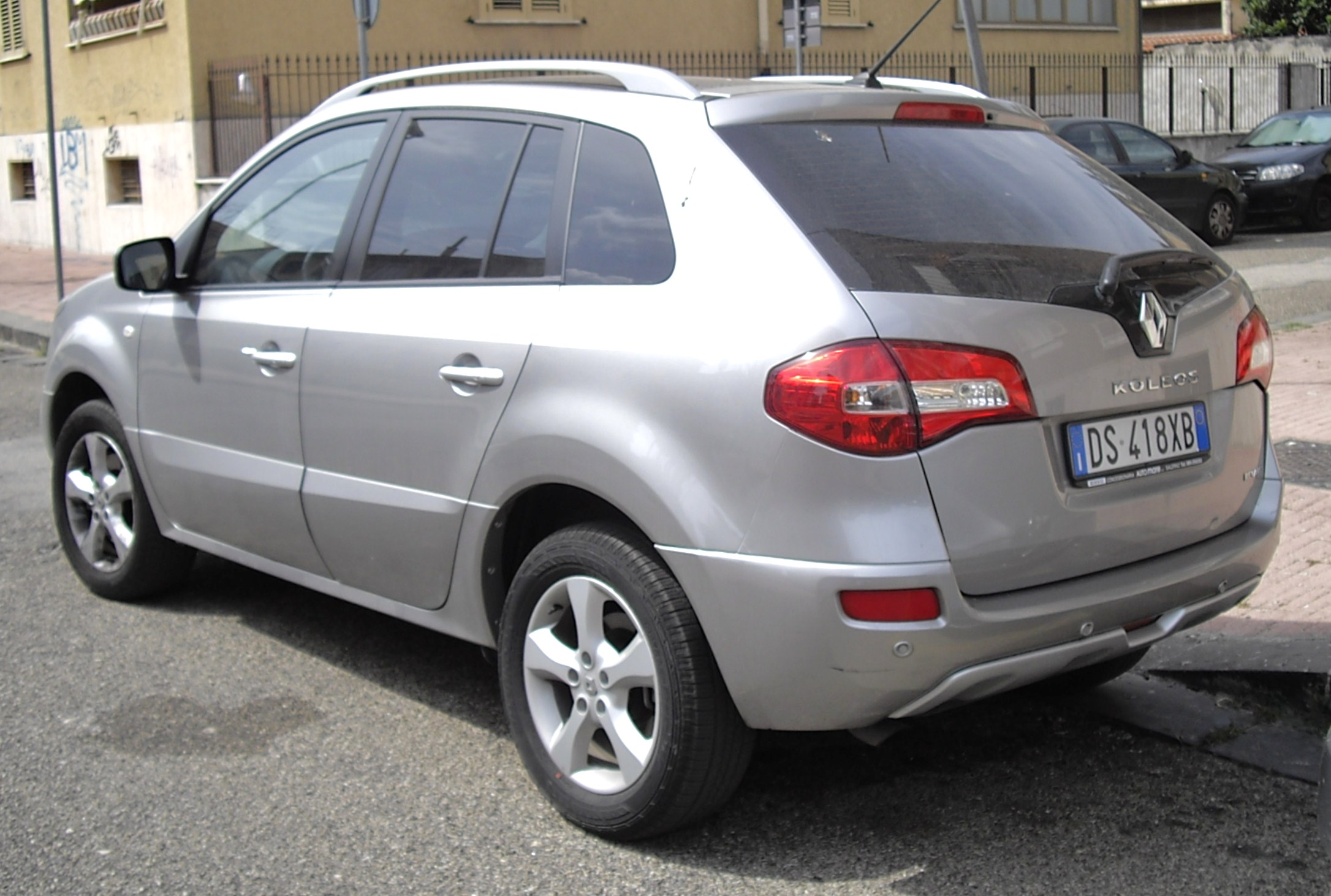
Renault Koleos I - tył

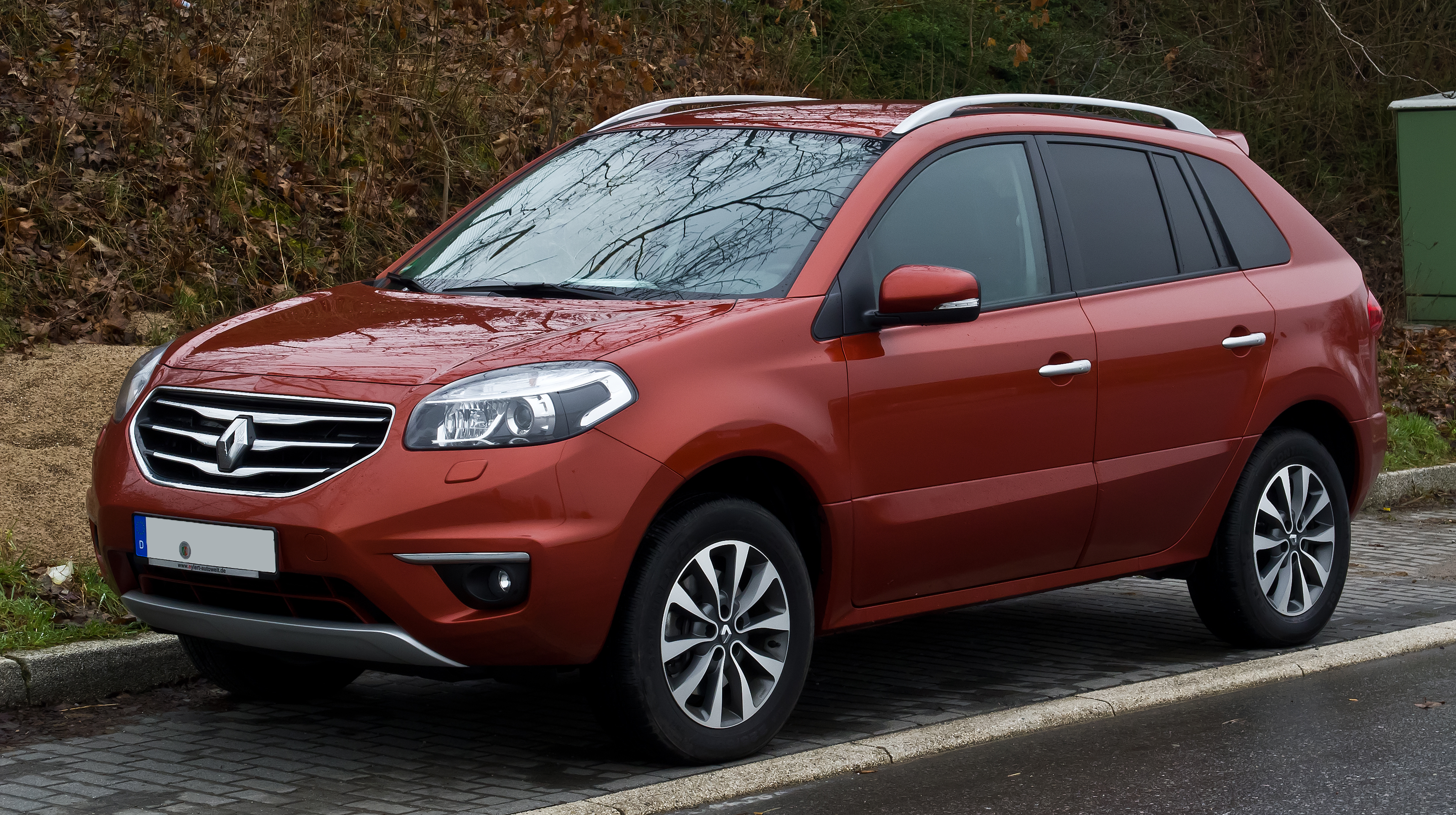
Renault Koleos I po liftingu

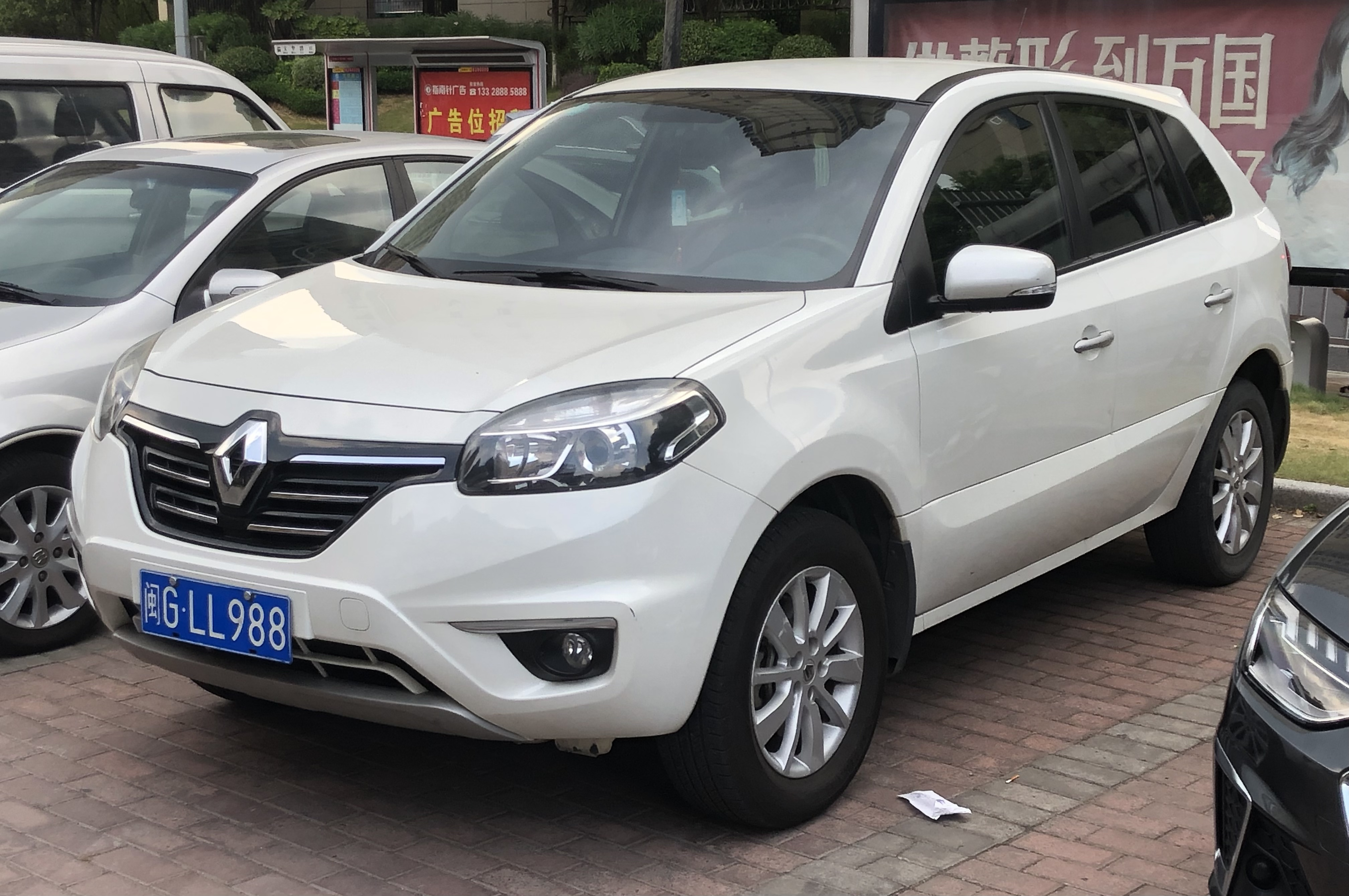
Renault Koleos I po drugim liftingu

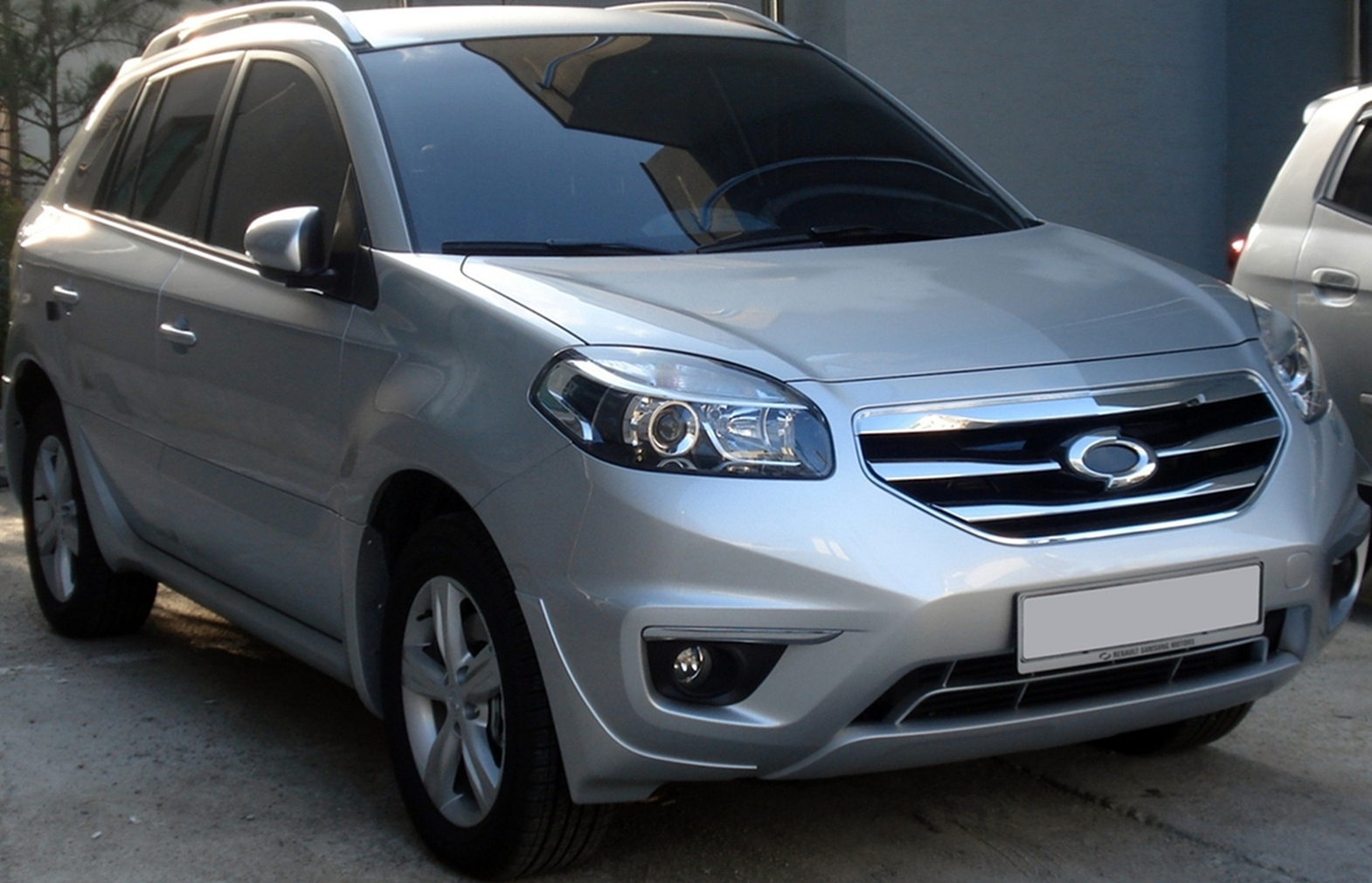
południowokoreański Samsung QM5

Renault Koleos I został zaprezentowany po raz pierwszy w 2008 roku.
Bezpośrednią zapowiedzią pierwszego SUV-a Renault był prototyp Renault Koleos Concept przedstawiony podczas targów motoryzacyjnych w Paryżu w 2006 roku. Produkcyjny wariant zadebiutował półtora roku później. Pojazd został zaprojektowany wspólnie przez Renault i południowokoreański oddział Renault Samsung, a także siostrzanego Nissan.
Przestrzeń dla pasażerów została zaprojektowana pod kątem funkcjonalności, zapewniając rozbudowany zestaw schowków i wnęk oraz rozwiązań pozwalających np. na zabezpieczenie bagażu od przemieszczania się. Klapa bagażnika została podzielona, składając się z tradycyjnie otwieranej górnej części oraz uchylanej w dół burty. Deska rozdzielcza wyróżniała się nisko osadzonym zestawem przycisków i paneli.
Koleos został zbudowany na płycie podłogowej pochodzącej z Nissana X-Trail, zapożyczając od tego modelu także układ napędowy AWD. Do napędu samochodu wykorzystano nowoczesne jednostki wysokoprężne 2.0 dCi konstrukcji Renault Nissan, oraz silnik benzynowy o pojemności 2,5 litra.

### Restylizacje
W lipcu 2011 roku Renault Koleos pierwszej generacji przeszedł gruntowną restylizację. Pojawił się zupełnie nowy pas przedni z węższymi, wyżej osadzonymi reflektorami, a także nowy duży wlot powietrza o trapezoidalnym kształcie i chromowanym wykończeniu. Przemodelowano także tylny zderzak, wprowadzono nowe kolory nadwozia oraz inne wzory alufelg. Wewnątrz wprowadzono poprawki na gruncie spasowania materiałów, a także nowy wzór zegarów oraz oświetlenia deski rozdzielczej.
Pod koniec czerwca 2013 roku podczas targów motoryzacyjnych w Buenos Aires Renault zaprezentowało Koleosa po drugiej, mniej rozległej niż poprzednio restylizacji. Samochód upodobniono do nowszych konstrukcji firmy w nowym nurcie stylistycznym fimy, wprowadzając przeprojektowany przód z nowym zderzakiem i osłoną eksponującą logo firmowe. Kierunkowskazy przeniesiono na obudowy lusterek, dodano też nowy wzór dwubarwnych aluminiowych felg.

### Sprzedaż
Premierę globalnego Renault Koleosa poprzedziła prezentacja południowokoreańskiej odmiany pod lokalną marką Samsung. W pierwszych latach produkcji Samsung QM5 odróżniał się innym kształtem atrapy chłodnicy, jednak po kolejnych dwóch modernizacjach odróżniał się od Renault Koleosa już tylko znaczkami. Był to model o globalnym zasięgu rynkowym, którego produkcją głównie zajmowały się południowokoreańskie zakłady Renault Samsung w Busan.

### Napęd
Dla opcjonalnego napędu na cztery koła w Koleosie I przewidziano pracować trzy tryby pracy:
- AUTO – system automatycznie rozdziela moment obrotowy na przednią i tylną oś, w normalnych warunkach napędzana jest tylko oś przednia, a w razie uślizgu kół napędowych dołączany jest napęd na oś tylną.
- LOCK – moment obrotowy jest rozdzielany po równo na obie osie (50:50), ale tylko przy prędkości niższej niż 40 km/h. Po przekroczeniu tej prędkości napęd na tylną oś jest automatycznie rozłączany i samochód przechodzi w tryb AUTO.
- 2WD – napęd przenoszony jest tylko na przednią oś.

| Prześwit [mm]             | Kąt natarcia [°] | Kąt rampowy [°] | Kąt zjazdu [°] | Głębokość brodzenia [mm] | Zwis przedni [mm] | Zwis tylny [mm] |
| ------------------------- | ---------------- | --------------- | -------------- | ------------------------ | ----------------- | --------------- |
| 188 (Diesel) 206(benzyna) | 27               | 21              | 31             | 450                      | 955               | 875             |

### Silniki

#### Benzynowe
| Silnik      | Pojemność skokowa [cm³] | Moc maksymalna [KM] ( [kW] ) przy obr./min | Maks. moment obrotowy [Nm] przy obr./min | Układ i liczba cylindrów | Układ rozrządu/ liczba zaworów | Przyśpieszenie (s) 0–100 km/h | Prędkość maksymalna km/h | Spalanie (l/100 km) miasto/trasa/średnio |
| ----------- | ----------------------- | ------------------------------------------ | ---------------------------------------- | ------------------------ | ------------------------------ | ----------------------------- | ------------------------ | ---------------------------------------- |
| 2.5 16V 4x2 | 2488                    | 171 (126)/6000                             | 226/4400                                 | R4                       | DOHC/16                        | 9,1                           | 186                      | 12,9/7,7/9,6                             |
| 2.5 16V 4x4 | 2488                    | 171 (126)/6000                             | 226/4400                                 | R4                       | DOHC/16                        | 9,3                           | 185                      | 13,2/8,0/9,9                             |

#### Wysokoprężne
| Silnik                 | Pojemność skokowa [cm³] | Moc maksymalna [KM] ( [kW] ) przy obr./min | Maks. moment obrotowy [Nm] przy obr./min | Układ i liczba cylindrów | Układ rozrządu/ liczba zaworów | Przyśpieszenie (s) 0–100 km/h | Prędkość maksymalna km/h | Spalanie (l/100 km) miasto/trasa/średnio |
| ---------------------- | ----------------------- | ------------------------------------------ | ---------------------------------------- | ------------------------ | ------------------------------ | ----------------------------- | ------------------------ | ---------------------------------------- |
| 2.0 dCi 150KM 4x2      | 1995                    | 150 (110)/4000                             | 320/2000                                 | R4                       | DOHC/16                        | 10,0                          | 180                      | 9,0/6,1/7,2                              |
| 2.0 dCi 150KM 4x4      | 1995                    | 150 (110)/4000                             | 320/2000                                 | R4                       | DOHC/16                        | 10,4                          | 179                      | 9,5/6,2/7,4                              |
| 2.0 dCi 150KM 4x4 Aut. | 1995                    | 150 (110)/4000                             | 320/2000                                 | R4                       | DOHC/16                        | 12,3                          | 173                      | 10,5/7,0/8,3                             |
| 2.0 dCi 173KM 4x4      | 1995                    | 173 (127)/3750                             | 360/2000                                 | R4                       | DOHC/16                        | 9,8                           | 189                      | 9,6/6,8/7,9                              |

## Druga generacja

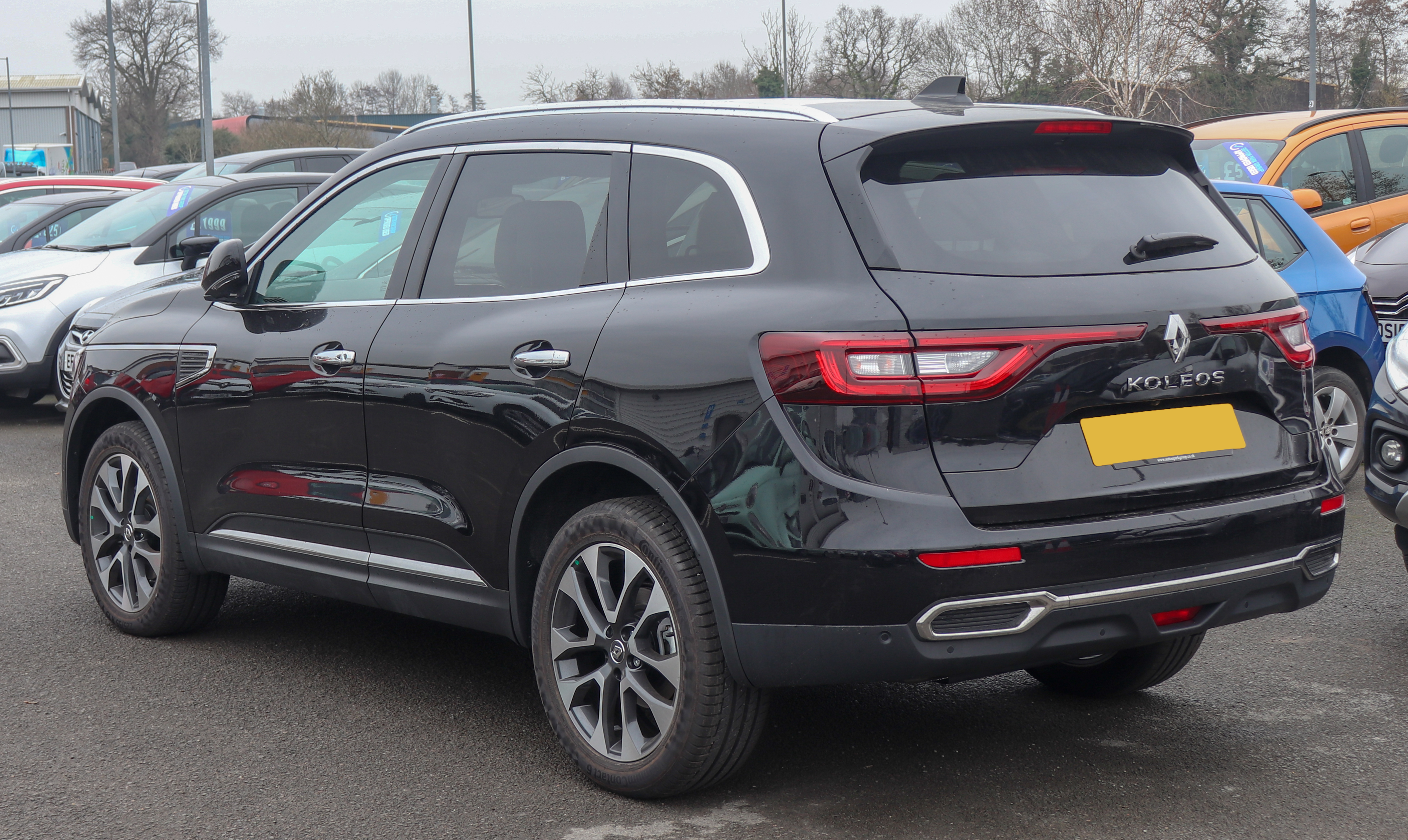
Renault Koleos II – tył

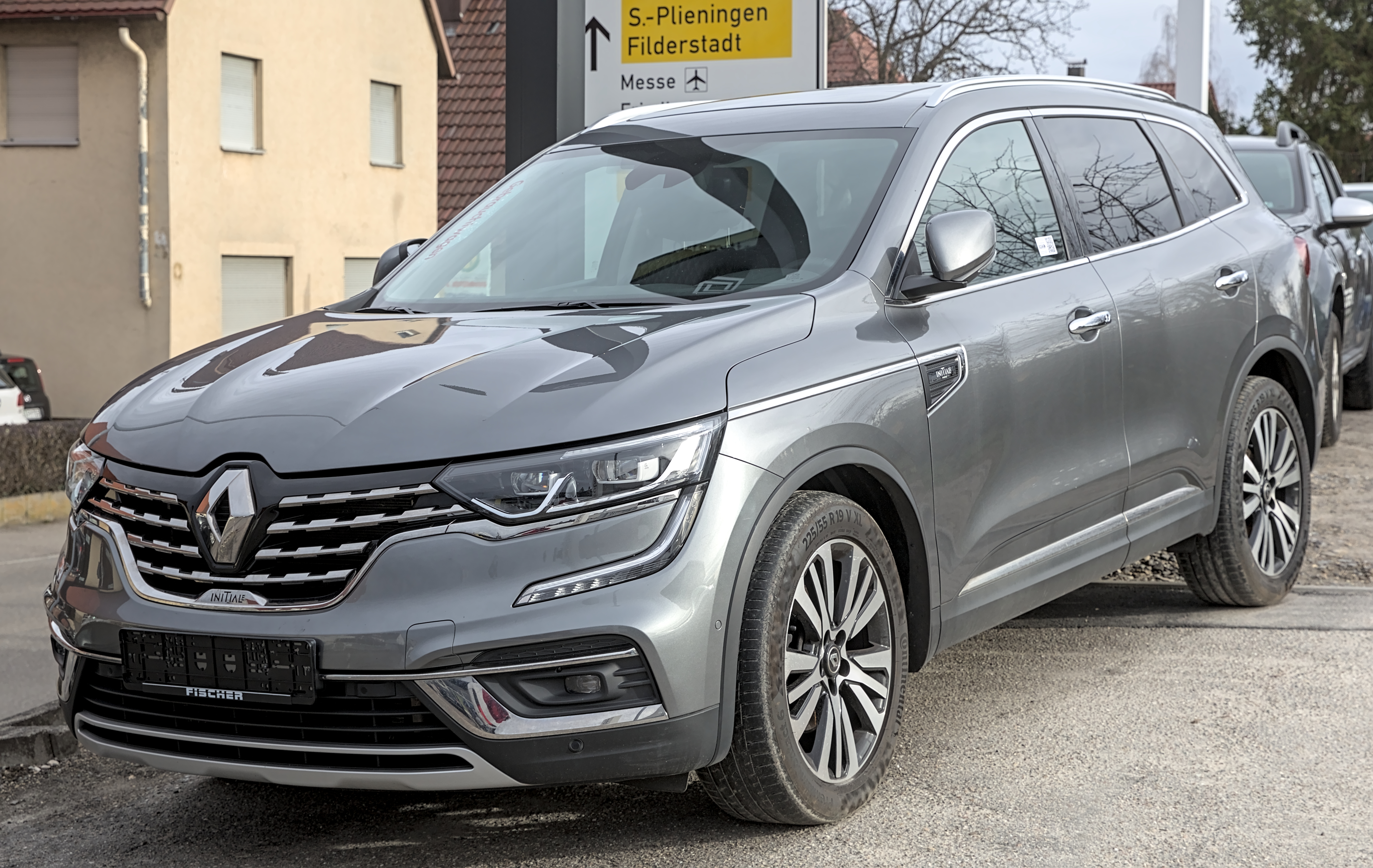
Renault Koleos II po liftingu

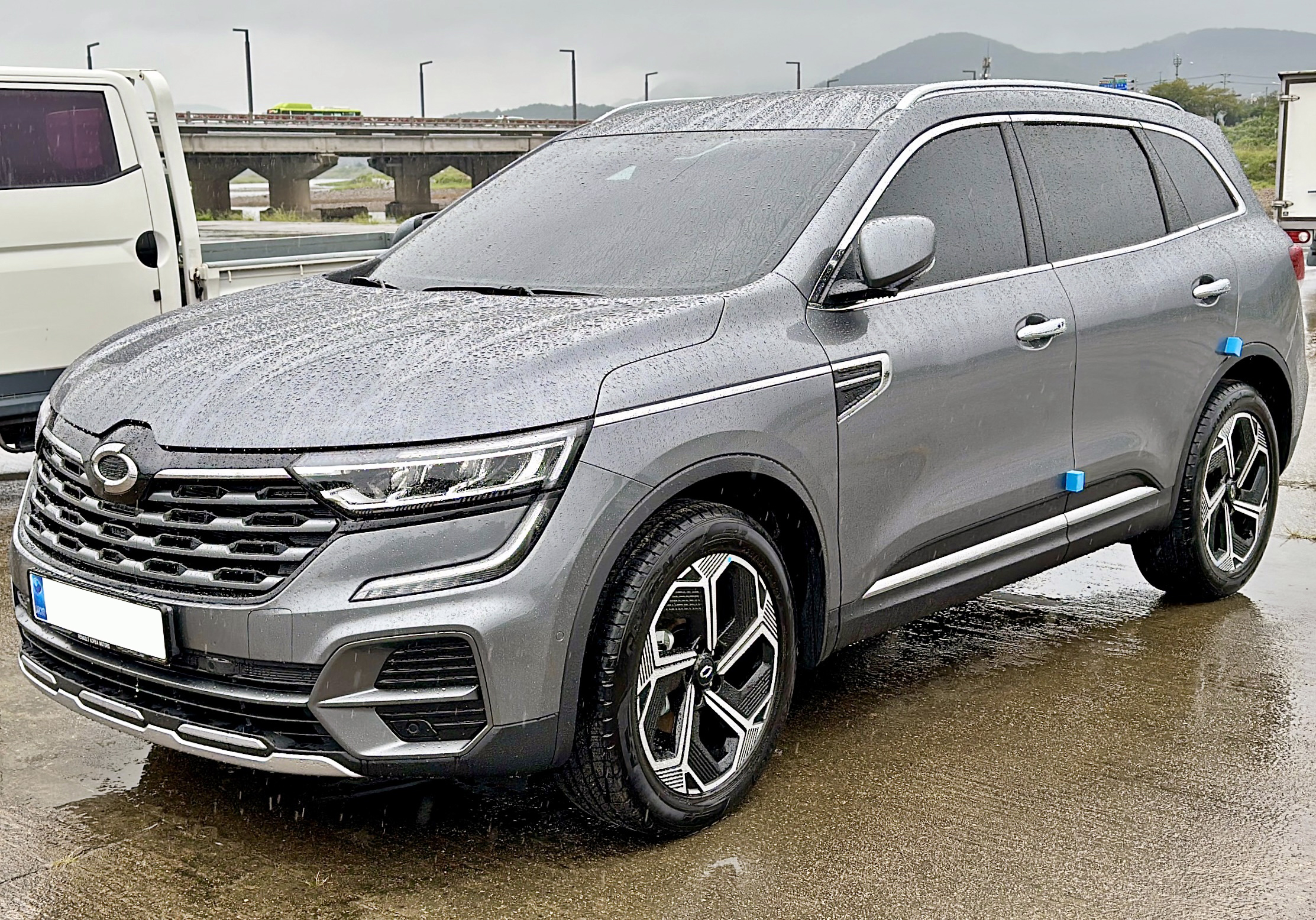
południowokoreański Samsung QM6 po trzecim liftingu

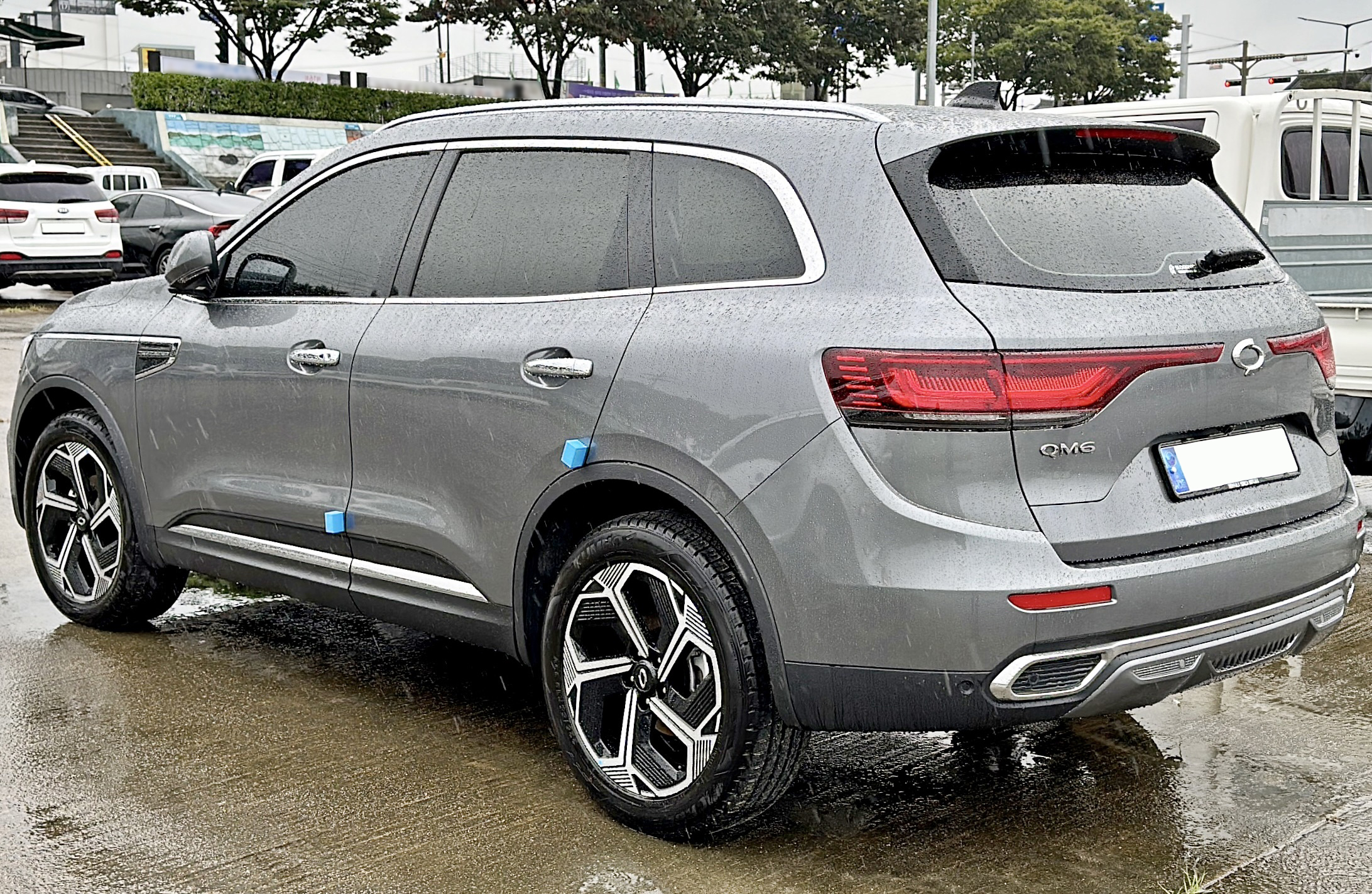
południowokoreański Samsung QM6 po trzecim liftingu - tył

Renault Koleos został zaprezentowany po raz pierwszy w 2016 roku.
Drugie wcielenie modelu Koleos stało się wyraźnie większe od poprzednika z racji pojawienia się w międzyczasie nowego modelu Kadjar, który przejął funkcję podwyższonego modelu klasy kompaktowej. Początkowo spekulowano jakoby Renault miało nazwać swojego flagowego SUV-a Renault Maxthon, jednak ostatecznie pozostano przy dotychczas istniejącym nazewncitwie w gamie.
Samochód przyjął postać nieobecnego wcześniej w gamie francuskiego producenta SUV-a klasy średniej, stanowiąc wówczas odpowiedź na takie modele  jak Kia Sorento, Honda CR-V, czy Peugeot 5008. Pojazd zbudowany został na modułowej platformie CMF-C/D, która została użyta także do budowy m.in. bliźniaczego technicznie Nissana X-Trail. Pod kątem stylistycznym samochód w obszernym zakresie upodobniono do debiutującego przed rokiem Talismana, z dużym logo otoczonym chronowamym wlotem powietrza, podłużnymi reflektorami z charakterystycznymi pasami oświetlenia dziennego w kształcie litery "C" oraz tylnymi lampami dominującymi klapę bagażnika. Masywne, kanciaste nadwozie z wysoko poprowadzoną linią maski wzbogaciły liczne chromowane akcenty znajdujące się m.in. na zderzakach, obwódkach okien, a także przednich błotnikach.
Kabina pasażerska, wzorem stylizacji zewnętrznej, ponownie odtworzyła rozwiązania m.in. z modeli Talisman i Megane. Wysoko poprowadzony tunel środkowy płynnie połączono z masywną konsolą centralną zdominowaną przez pionowy, 8,7-calowy dotykowy ekran systemu multimedialnego R-Link. Dodatkowo, z obu stron tunelu środkowego umieszczono masywne uchwyty.

### Restylizacje
W 2019 roku samochód przeszedł pierwszą modernizację. Przemodelowano m.in. zderzak przedni i atrapę chłodnicy. Ponadto zastosowano nową generację oprogramowania R-LINK, a także nowe silniki wysokoprężne. W 2020 roku pojazd przeszedł kolejną restylizację, gdzie tym razem zmiany objęły nowe wzory reflektorów oraz tylnych lamp. Do opcjonalnego wyposażenia dodano nowy wzór skórzanej tapicerki Riviera Camel, a także 10,2-calowego ekranu cyfrowych zegarów.
W czerwcu 2023 roku samochód przeszedł trzeci lifting, którą wówczas ograniczono już tylko do rynku południowokoreańskiego. Zmiany objęły m.in. przeprojektowane zderzaki, inne wkłady reflektorów, a także charakterystyczną większą osłonę chłodnicy. Wewnątrz wprowadzono m.in. cyfrowe zegary oraz nową generację systemu multimedialnego. Ponadto, wprowadzono także użytkowy wariant QM6 Quest. Już niecały rok później, w kwietniu 2024, samochód przeszedł czwartą restylizację, która przyniosła zastąpienie logotypów Samsunga tymi Renault, a także nowy wzór zderzaków i alufelg. Gamę jednostek napędowych wzbogaciła jednostka benzynowa zasilana LPG.

### Sprzedaż
Druga generacja Koleosa do sprzedaży w Europie trafiła na początku 2017 roku, a w Polsce model zadebiutował później - we wrześniu 2017 roku. Podobnie jak poprzednik, Renault Koleos II trafił do sprzedaży oraz produkcji w Korei Południowej także pod ówczesną marką Samsung, zyskując nową nazwę Samsung QM6. Różnice ograniczyły się jedynie do innych logotypów. Samochód pozostał w produkcji po wycofaniu ze sprzedaży na globalnych rynkach w 2023 roku, przechodząc wówczas kolejną restylizację dedykowaną już tylko dla rynku koreańskiego i jeszcze jedną, w 2024 roku, kiedy to nazwę skorygowano na Renault QM6.

### Silniki
Wysokoprężne:
- R4 1.6l Energy dCi 130 KM (2016-2019)
- R4 1.7l Energy dCi 150 KM (2019-2023)
- R4 2.0l Energy dCi 177 KM (2016-2023)
- R4 2.0l Blue dCi 190 KM (2019-2023)

Benzynowe:
- R4 1.3l TCe 160 KM (2020-2024)
- R4 2.0l GDe 144 KM (od 2024)
- R4 2.0l LPe 140 KM (od 2024)
- R4 2.5l GDe 185 KM (2016-2023)

## Trzecia generacja

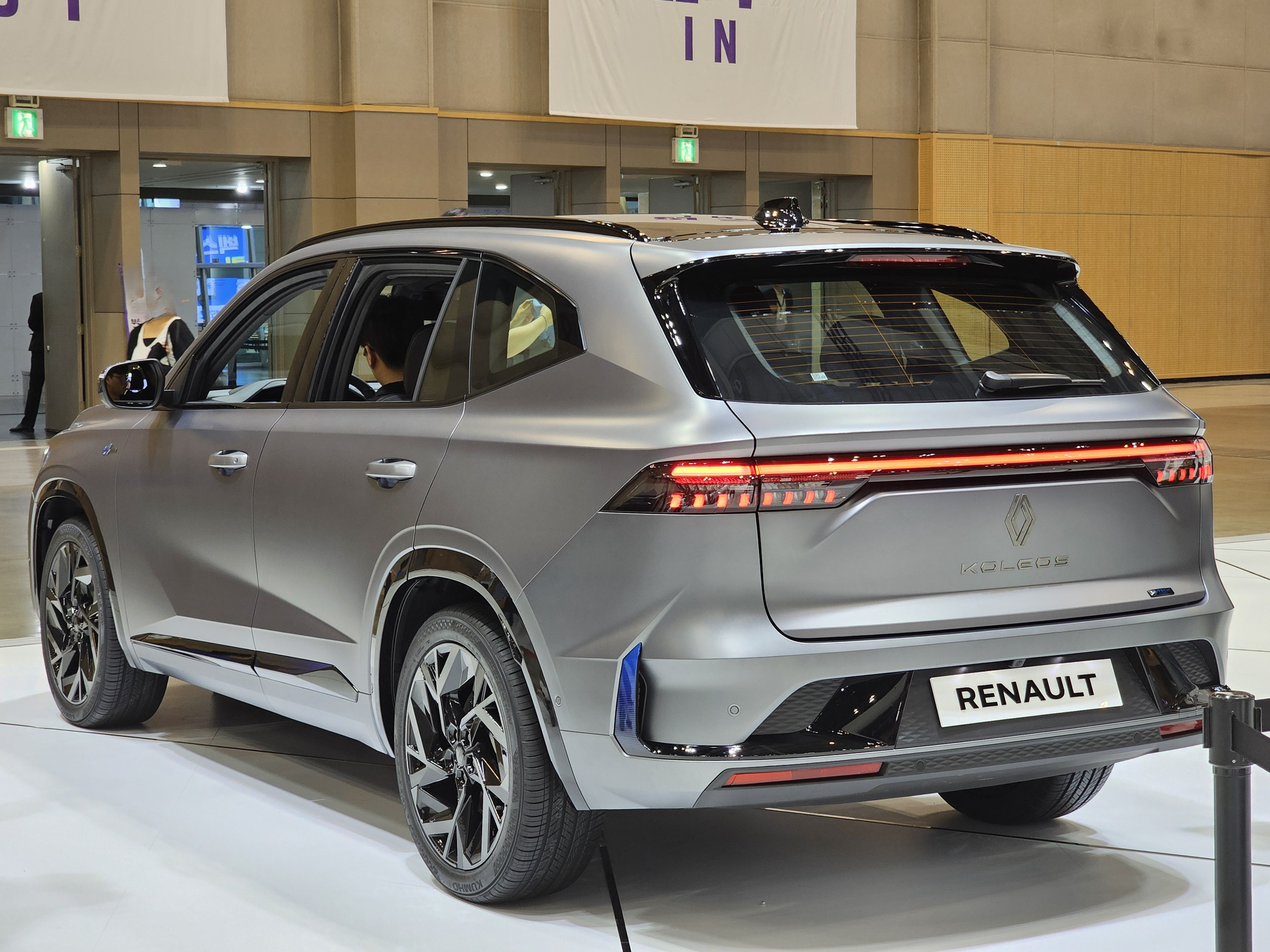
Renault Koleos III - tył

Renault Koleos III został zaprezentowany po raz pierwszy w 2024 roku.
Po tym, jak w 2022 roku koncern Geely stał się współwłaścicielem Renault Korea, w sierpniu 2023 zapowiedziano plany wprowadzenia do sprzedaży dwóch dużych SUV–ów opartych na technologii i podzespołach chińskiego partnera. Pierwszym modelem z tego grona została kolejna, trzecia generacja Koleosa, która zyskała nową nazwę z przedrostkiem "Grand". 
Renault Grand Koleos powstało w oparciu o modułową platformę CMA dzielonej z licznymi konstrukcjami koncernu Geely i zarazem jako bliźniaczy odpowiednik obecnego już na rynku wówczas od 3 lat globalnego modelu Geely Xinguye L. Pod kątem wizualnym Grand Koleos odróżnił się przemodelowanymi detalami upodabniającymi go do innych konstrukcji Renault, na czele z bezramienną osłoną chłodnicy w kolorze nadwozia. Linia okien została bardziej ścięta, a tylną część nadwozia zwieńczyła obszerna blenda świetlna biegnąca przez całą szerokość nadwozia. 
Kabina pasażerska przeszła kosmetyczne modyfikacje w stosunku do bliźniaczego Xinguye L, zyskując taką samą masywną deskę rozdzielczą zdominowaną przez dwa 12,3-calowe  dotykowe ekrany systemu multimedialnego oraz wysoko poprowadzony, rozbudowany tunel środkowy. Kolejny ekran znalazł się przed kierowcą, pełniąc rolę cyfrowych zegarów.
Do napędu Grand Koleosa w podstawowej wersji wykorzystany został benzynowy, turbodoładowany silnik o pojemności 2 litrów i mocy 208 KM, przenosząc moc na przednią oś lub obie osie. Topowy wariant hybrydowy łączy z kolei 1,5-litrowy silnik benzynowy i dwie jednostki elektryczne, łącznie osiągając moc 242 KM i przenosząc moc tylko na przednią oś.

### Sprzedaż
W przeciwieństwie do poprzedników, Renault Grand Koleos zostało zbudowane głównie z myślą o rynku południowokoreańskim. Produkcja samochodu w lokalnych zakładach Renault Korea rozpoczęła się miesiąc po premierze, w połowie lipca 2024 roku, z kolei dostawy pierwszych egzemplarzy do klientów w Korei Południowej jesienią tego samego roku. W październiku tego samego roku zasięg rynkowy Grand Koleosa został poszerzony o pierwszy region eksportowy, Bliski Wschód, bez przedrostka "Grand" w nazwie jako po prostu trzecia generacja linii modelowej Koleos.

### Silniki
- R4 2.0l Turbo 208 KM
- R3 1.5l E-Tech Hybrid 242 KM